# Hvítanes

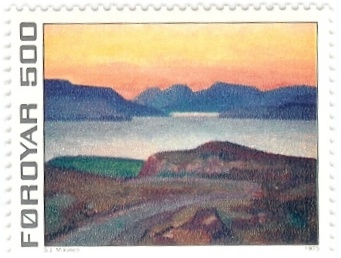
Blick von Hvítanes auf den Skálafjørður. Gemälde von Sámal Mikines auf der ersten Briefmarkenserie der Färöer von 1975

Hvítanes [ˈkvʊitaneːs] (dänischer Name: Hvidenæs) ist ein Ort der Färöer in der Nähe der Hauptstadt Tórshavn.
- Einwohner: 93 (1. Januar 2007)
- Postleitzahl: FO-187
- Kommune: Tórshavnar kommuna

Hvítanes liegt nördlich der Hauptstadt an der Ostküste Streymoys. Der Ort wurde 1837 gegründet. Heute plant man hier einen unterseeischen Tunnel zum Skálafjørður auf Eysturoy. Dieser würde die Fahrtzeit von Tórshavn zu den Ballungszentren um Runavík und Nes erheblich verkürzen.